# Arnoldas Abramavičius

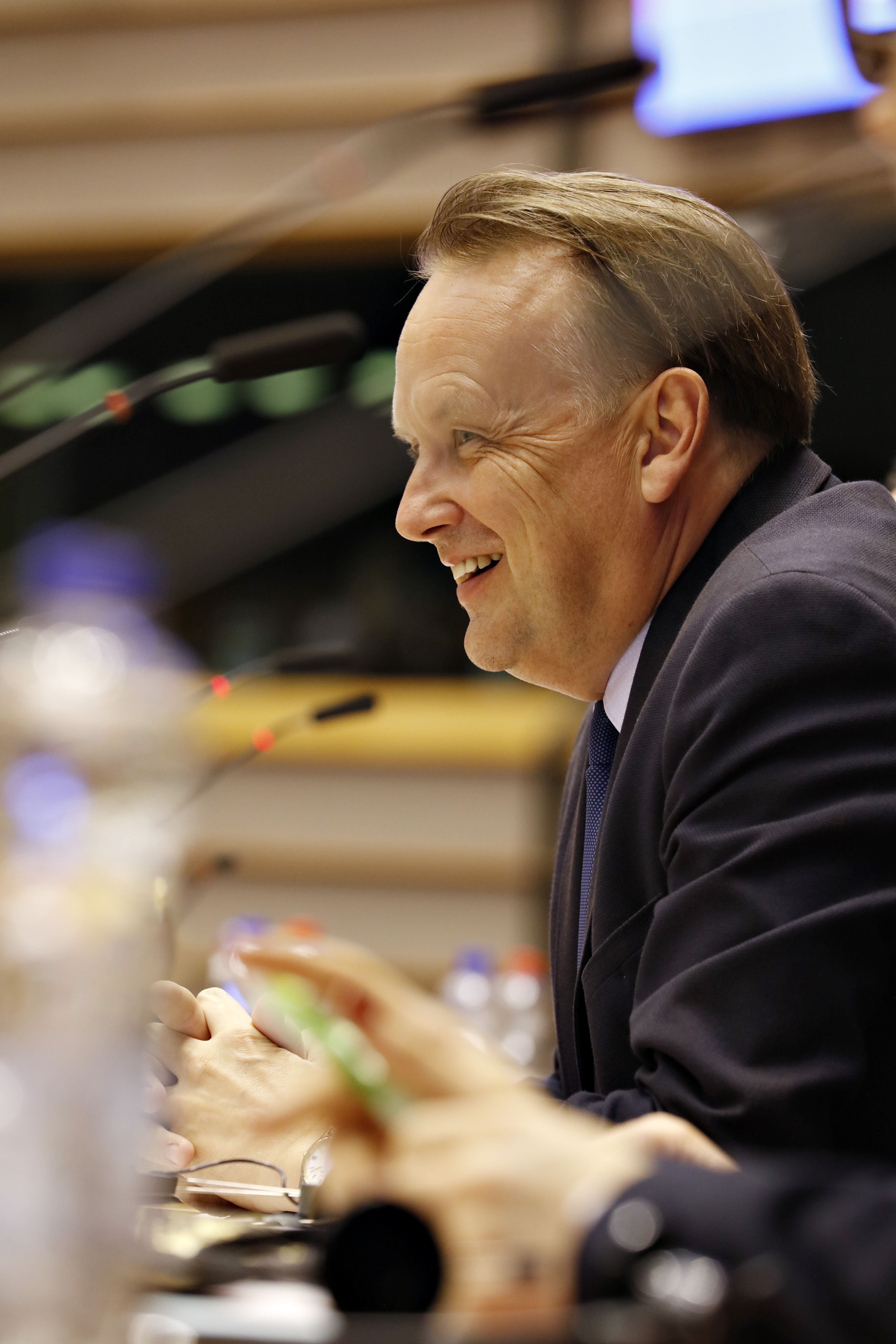
Arnoldas Abramavičius (2019)

Arnoldas Abramavičius (* 18. Juli 1967 in Zarasai) ist ein litauischer konservativer Politiker, seit 2021 Vizeminister, ehemaliger Bürgermeister von Zarasai.

## Leben
Im Jahr 1992 schloss Abramavičius das Diplomstudium an der Vilniaus pedagoginis universitetas in der litauischen Hauptstadt Vilnius ab und wurde Physik- und Informatik-Lehrer. 2010 absolvierte er das Masterstudium der Kommunenverwaltung an Mykolo Riomerio universitetas. Von 1995 bis 1997 und von 2016 bis 2020 war er Vizebürgermeister, von 1997 bis 2000 und von 2007 bis 2013  Bürgermeister der Rajongemeinde Zarasai.  Seit  2021 ist er Vizeminister am Innenministerium Litauens, Stellvertreter von Agnė Bilotaitė im Kabinett Šimonytė.
Ab 1995 war er Mitglied von Lietuvių tautininkų sąjunga, ab 1997 von Tėvynės sąjunga – Lietuvos krikščionys demokratai.
Arnoldas Abramavičius ist verheiratet. Mit seiner Frau Virginija hat er den Sohn Oskaras und die Tochter Beatričė.